# Lista de jogos e gols de Ralf pelo Corinthians
Esta é uma lista de jogos e gols marcados pelo volante Ralf com a camisa do Corinthians, entre janeiro de 2010 e dezembro de 2015, com um total de 352 partidas e 8 gols marcados.
| Jogos pelo Corinthians                 | Jogos pelo Corinthians | Jogos pelo Corinthians                                      | Jogos pelo Corinthians | Jogos pelo Corinthians | Jogos pelo Corinthians | Jogos pelo Corinthians |
|                                        | Data                   | Local                                                       | Resultado              | Adversário             | Gols                   | Competição             |
| 2010                                   | 2010                   | 2010                                                        | 2010                   | 2010                   | 2010                   | 2010                   |
| -------------------------------------- | ---------------------- | ----------------------------------------------------------- | ---------------------- | ---------------------- | ---------------------- | ---------------------- |
| 1.                                     | 13 de janeiro          | Pacaembu, São Paulo, Brasil                                 | 3–0                    | Huracán                | 0                      | Amistoso               |
| 2.                                     | 20 de janeiro          | Pacaembu, São Paulo, Brasil                                 | 2–1                    | Bragantino             | 0                      | Paulista               |
| 3.                                     | 24 de janeiro          | Arena da Fonte, Araraquara, Brasil                          | 2–1                    | Oeste                  | 0                      | Paulista               |
| 4.                                     | 31 de janeiro          | Pacaembu, São Paulo, Brasil                                 | 1–0                    | Palmeiras              | 0                      | Paulista               |
| 5.                                     | 13 de fevereiro        | Canindé, São Paulo, Brasil                                  | 1–1                    | Portuguesa             | 0                      | Paulista               |
| 6.                                     | 17 de fevereiro        | Vail Chaves, Mogi Mirim, Brasil                             | 3–0                    | Mogi Mirim             | 0                      | Paulista               |
| 7.                                     | 24 de fevereiro        | Pacaembu, São Paulo, Brasil                                 | 2–1                    | Racing                 | 0                      | Libertadores           |
| 8.                                     | 28 de fevereiro        | Vila Belmiro, Santos, Brasil                                | 1–2                    | Santos                 | 0                      | Paulista               |
| 9.                                     | 4 de março             | Pacaembu, São Paulo, Brasil                                 | 1–1                    | Botafogo-SP            | 0                      | Paulista               |
| 10.                                    | 7 de março             | Arena Barueri, Barueri, Brasil                              | 1–0                    | São Caetano            | 0                      | Paulista               |
| 11.                                    | 10 de março            | El Campín, Bogotá, Colômbia                                 | 1–1                    | Independiente Medellín | 0                      | Libertadores           |
| 12.                                    | 14 de março            | Arena Barueri, Barueri, Brasil                              | 2–1                    | Santo André            | 0                      | Paulista               |
| 13.                                    | 17 de março            | Defensores del Chaco, Assunção, Paraguai                    | 1–0                    | Cerro Porteño          | 0                      | Libertadores           |
| 14.                                    | 21 de março            | Prudentão, Presidente Prudente, Brasil                      | 0–2                    | Grêmio Prudente        | 0                      | Paulista               |
| 15.                                    | 24 de março            | Arena Barueri, Barueri, Brasil                              | 0–1                    | Paulista               | 0                      | Paulista               |
| 16.                                    | 28 de março            | Pacaembu, São Paulo, Brasil                                 | 4–3                    | São Paulo              | 0                      | Paulista               |
| 17.                                    | 1 de abril             | Pacaembu, São Paulo, Brasil                                 | 2–1                    | Cerro Porteño          | 0                      | Libertadores           |
| 18.                                    | 4 de abril             | Teixeirão, São José do Rio Preto, Brasil                    | 2–0                    | Ituano                 | 0                      | Paulista               |
| 19.                                    | 14 de abril            | Gran Parque Central, Montevidéu, Uruguai                    | 2–0                    | Racing                 | 0                      | Libertadores           |
| 20.                                    | 22 de abril            | Pacaembu, São Paulo, Brasil                                 | 1–0                    | Independiente Medellín | 0                      | Libertadores           |
| 21.                                    | 28 de abril            | Maracanã, Rio de Janeiro, Brasil                            | 0–1                    | Flamengo               | 0                      | Libertadores           |
| 22.                                    | 5 de maio              | Pacaembu, São Paulo, Brasil                                 | 2–1                    | Flamengo               | 0                      | Libertadores           |
| 23.                                    | 9 de maio              | Pacaembu, São Paulo, Brasil                                 | 2–1                    | Atlético Paranaense    | 0                      | Brasileiro             |
| 24.                                    | 16 de maio             | Olímpico, Porto Alegre, Brasil                              | 2–1                    | Grêmio                 | 1                      | Brasileiro             |
| 25.                                    | 23 de maio             | Pacaembu, São Paulo, Brasil                                 | 1–0                    | Fluminense             | 0                      | Brasileiro             |
| 26.                                    | 26 de maio             | Prudentão, Presidente Prudente, Brasil                      | 2–2                    | Grêmio Prudente        | 0                      | Brasileiro             |
| 27.                                    | 30 de maio             | Pacaembu, São Paulo, Brasil                                 | 4–2                    | Santos                 | 1                      | Brasileiro             |
| 28.                                    | 3 de junho             | Pacaembu, São Paulo, Brasil                                 | 2–0                    | Internacional          | 0                      | Brasileiro             |
| 29.                                    | 6 de junho             | Engenhão, Rio de Janeiro, Brasil                            | 2–2                    | Botafogo               | 0                      | Brasileiro             |
| 30.                                    | 25 de junho            | Café, Londrina, Brasil                                      | 1–0                    | Iraty                  | 0                      | Torn. Cid. Londrina    |
| 31.                                    | 27 de junho            | Café, Londrina, Brasil                                      | 0–1                    | Atlético Paranaense    | 0                      | Torn. Cid. Londrina    |
| 32.                                    | 7 de julho             | Morenão, Campo Grande, Brasil                               | 6–0                    | Comercial-MS           | 0                      | Amistoso               |
| 33.                                    | 14 de julho            | Castelão, Fortaleza, Brasil                                 | 0–0                    | Ceará                  | 0                      | Brasileiro             |
| 34.                                    | 18 de julho            | Pacaembu, São Paulo, Brasil                                 | 1–0                    | Atlético Mineiro       | 0                      | Brasileiro             |
| 35.                                    | 21 de julho            | Serra Dourada, Goiânia, Brasil                              | 1–3                    | Atlético Goianiense    | 0                      | Brasileiro             |
| 36.                                    | 25 de julho            | Pacaembu, São Paulo, Brasil                                 | 3–1                    | Guarani                | 0                      | Brasileiro             |
| 37.                                    | 1 de agosto            | Pacaembu, São Paulo, Brasil                                 | 1–1                    | Palmeiras              | 0                      | Brasileiro             |
| 38.                                    | 8 de agosto            | Pacaembu, São Paulo, Brasil                                 | 1–0                    | Flamengo               | 0                      | Brasileiro             |
| 39.                                    | 15 de agosto           | Ressacada, Florianópolis, Brasil                            | 2–3                    | Avaí                   | 0                      | Brasileiro             |
| 40.                                    | 22 de agosto           | Pacaembu, São Paulo, Brasil                                 | 3–0                    | São Paulo              | 0                      | Brasileiro             |
| 41.                                    | 25 de agosto           | Parque do Sabiá, Uberlândia, Brasil                         | 0–1                    | Cruzeiro               | 0                      | Brasileiro             |
| 42.                                    | 4 de setembro          | Pacaembu, São Paulo, Brasil                                 | 5–1                    | Goiás                  | 0                      | Brasileiro             |
| 43.                                    | 8 de setembro          | Arena da Baixada, Curitiba, Brasil                          | 1–1                    | Atlético Paranaense    | 0                      | Brasileiro             |
| 44.                                    | 11 de setembro         | Pacaembu, São Paulo, Brasil                                 | 0–1                    | Grêmio                 | 0                      | Brasileiro             |
| 45.                                    | 29 de setembro         | Pacaembu, São Paulo, Brasil                                 | 1–1                    | Botafogo               | 0                      | Brasileiro             |
| 46.                                    | 17 de outubro          | Brinco de Ouro, Campinas, Brasil                            | 0–0                    | Guarani                | 0                      | Brasileiro             |
| 47.                                    | 24 de outubro          | Pacaembu, São Paulo, Brasil                                 | 1–0                    | Palmeiras              | 0                      | Brasileiro             |
| 48.                                    | 27 de outubro          | Engenhão, Rio de Janeiro, Brasil                            | 1–1                    | Flamengo               | 0                      | Brasileiro             |
| 49.                                    | 7 de novembro          | Morumbi, São Paulo, Brasil                                  | 2–0                    | São Paulo              | 0                      | Brasileiro             |
| 50.                                    | 13 de novembro         | Pacaembu, São Paulo, Brasil                                 | 1–0                    | Cruzeiro               | 0                      | Brasileiro             |
| 51.                                    | 21 de novembro         | Barradão, Salvador, Brasil                                  | 1–1                    | Vitória                | 0                      | Brasileiro             |
| 52.                                    | 28 de novembro         | Pacaembu, São Paulo, Brasil                                 | 2–0                    | Vasco da Gama          | 0                      | Brasileiro             |
| 53.                                    | 5 de dezembro          | Serra Dourada, Goiânia, Brasil                              | 1–1                    | Goiás                  | 0                      | Brasileiro             |
| 2011                                   |                        |                                                             |                        |                        |                        |                        |
| 54.                                    | 16 de janeiro          | Pacaembu, São Paulo, Brasil                                 | 2–0                    | Portuguesa             | 0                      | Paulista               |
| 55.                                    | 19 de janeiro          | Nabi Abi Chedid, Bragança Paulista, Brasil                  | 1–1                    | Bragantino             | 0                      | Paulista               |
| 56.                                    | 23 de janeiro          | Pacaembu, São Paulo, Brasil                                 | 1–1                    | Noroeste               | 0                      | Paulista               |
| 57.                                    | 26 de janeiro          | Pacaembu, São Paulo, Brasil                                 | 0–0                    | Deportes Tolima        | 0                      | Libertadores           |
| 58.                                    | 30 de janeiro          | 1º de Maio, São Bernardo do Campo, Brasil                   | 2–2                    | São Bernardo           | 0                      | Paulista               |
| 59.                                    | 2 de fevereiro         | Manuel Murillo Toro, Ibagué, Colômbia                       | 0–2                    | Deportes Tolima        | 0                      | Libertadores           |
| 60.                                    | 6 de fevereiro         | Pacaembu, São Paulo, Brasil                                 | 1–0                    | Palmeiras              | 0                      | Paulista               |
| 61.                                    | 9 de fevereiro         | Pacaembu, São Paulo, Brasil                                 | 4–0                    | Ituano                 | 0                      | Paulista               |
| 62.                                    | 13 de fevereiro        | Jayme Cintra, Jundiaí, Brasil                               | 0–0                    | Paulista               | 0                      | Paulista               |
| 63.                                    | 17 de fevereiro        | Pacaembu, São Paulo, Brasil                                 | 2–0                    | Mogi Mirim             | 0                      | Paulista               |
| 64.                                    | 20 de fevereiro        | Pacaembu, São Paulo, Brasil                                 | 3–1                    | Santos                 | 0                      | Paulista               |
| 65.                                    | 26 de fevereiro        | Pacaembu, São Paulo, Brasil                                 | 4–0                    | Grêmio Prudente        | 0                      | Paulista               |
| 66.                                    | 5 de março             | Gilbertão, Lins, Brasil                                     | 2–0                    | Linense                | 0                      | Paulista               |
| 67.                                    | 9 de março             | Pacaembu, São Paulo, Brasil                                 | 0–1                    | Ponte Preta            | 0                      | Paulista               |
| 68.                                    | 13 de março            | José Maria de Campos Maia, Mirassol, Brasil                 | 3–2                    | Mirassol               | 0                      | Paulista               |
| 69.                                    | 20 de março            | Pacaembu, São Paulo, Brasil                                 | 1–0                    | Americana              | 0                      | Paulista               |
| 70.                                    | 23 de março            | Pacaembu, São Paulo, Brasil                                 | 3–0                    | Oeste                  | 0                      | Paulista               |
| 71.                                    | 27 de março            | Arena Barueri, Barueri, Brasil                              | 1–2                    | São Paulo              | 0                      | Paulista               |
| 72.                                    | 3 de abril             | Santa Cruz, Ribeirão Preto, Brasil                          | 0-0                    | Botafogo-SP            | 0                      | Paulista               |
| 73.                                    | 10 de abril            | Pacaembu, São Paulo, Brasil                                 | 1–2                    | São Caetano            | 0                      | Paulista               |
| 74.                                    | 23 de abril            | Pacaembu, São Paulo, Brasil                                 | 2–1                    | Oeste                  | 0                      | Paulista               |
| 75.                                    | 1 de maio              | Pacaembu, São Paulo, Brasil                                 | 1(6)–(5)1              | Palmeiras              | 0                      | Paulista               |
| 76.                                    | 8 de maio              | Pacaembu, São Paulo, Brasil                                 | 0–0                    | Santos                 | 0                      | Paulista               |
| 77.                                    | 15 de maio             | Vila Belmiro, Santos, Brasil                                | 1–2                    | Santos                 | 0                      | Paulista               |
| 78.                                    | 22 de maio             | Olímpico, Porto Alegre, Brasil                              | 2–1                    | Grêmio                 | 0                      | Brasileiro             |
| 79.                                    | 29 de maio             | Arena da Fonte, Araraquara, Brasil                          | 2–1                    | Coritiba               | 0                      | Brasileiro             |
| 80.                                    | 5 de junho             | Engenhão, Rio de Janeiro, Brasil                            | 1–1                    | Flamengo               | 0                      | Brasileiro             |
| 81.                                    | 12 de junho            | Pacaembu, São Paulo, Brasil                                 | 2–0                    | Fluminense             | 0                      | Brasileiro             |
| 82.                                    | 26 de junho            | Pacaembu, São Paulo, Brasil                                 | 5–0                    | São Paulo              | 0                      | Brasileiro             |
| 83.                                    | 29 de junho            | Pituaçu, Salvador, Brasil                                   | 1–0                    | Bahia                  | 0                      | Brasileiro             |
| 84.                                    | 6 de julho             | Pacaembu, São Paulo, Brasil                                 | 2–1                    | Vasco da Gama          | 1                      | Brasileiro             |
| 85.                                    | 10 de julho            | Serra Dourada, Goiânia, Brasil                              | 1–0                    | Atlético Goianiense    | 0                      | Brasileiro             |
| 86.                                    | 14 de julho            | Pacaembu, São Paulo, Brasil                                 | 1–0                    | Internacional          | 0                      | Brasileiro             |
| 87.                                    | 20 de julho            | São Januário, Rio de Janeiro, Brasil                        | 2–0                    | Botafogo               | 0                      | Brasileiro             |
| 88.                                    | 24 de julho            | Pacaembu, São Paulo, Brasil                                 | 0–1                    | Cruzeiro               | 0                      | Brasileiro             |
| 89.                                    | 31 de julho            | Ressacada, Florianópolis, Brasil                            | 2–3                    | Avaí                   | 0                      | Brasileiro             |
| 90.                                    | 3 de agosto            | Pacaembu, São Paulo, Brasil                                 | 2–1                    | América Mineiro        | 0                      | Brasileiro             |
| 91.                                    | 7 de agosto            | Arena da Baixada, Curitiba, Brasil                          | 1–1                    | Atlético Paranaense    | 0                      | Brasileiro             |
| 92.                                    | 14 de agosto           | Pacaembu, São Paulo, Brasil                                 | 2–2                    | Ceará                  | 0                      | Brasileiro             |
| 93.                                    | 17 de agosto           | Ipatingão, Ipatinga, Brasil                                 | 3–2                    | Atlético Mineiro       | 0                      | Brasileiro             |
| 94.                                    | 20 de agosto           | Pacaembu, São Paulo, Brasil                                 | 0–2                    | Figueirense            | 0                      | Brasileiro             |
| 95.                                    | 28 de agosto           | Prudentão, Presidente Prudente, Brasil                      | 1–2                    | Palmeiras              | 0                      | Brasileiro             |
| 96.                                    | 31 de agosto           | Pacaembu, São Paulo, Brasil                                 | 3–2                    | Grêmio                 | 0                      | Brasileiro             |
| 97.                                    | 8 de setembro          | Pacaembu, São Paulo, Brasil                                 | 2–1                    | Flamengo               | 0                      | Brasileiro             |
| 98.                                    | 11 de setembro         | Engenhão, Rio de Janeiro, Brasil                            | 0–1                    | Fluminense             | 0                      | Brasileiro             |
| 99.                                    | 18 de setembro         | Pacaembu, São Paulo, Brasil                                 | 1–3                    | Santos                 | 0                      | Brasileiro             |
| 100.                                   | 21 de setembro         | Morumbi, São Paulo, Brasil                                  | 0–0                    | São Paulo              | 0                      | Brasileiro             |
| 101.                                   | 25 de setembro         | Pacaembu, São Paulo, Brasil                                 | 1–0                    | Bahia                  | 0                      | Brasileiro             |
| 102.                                   | 2 de outubro           | São Januário, Rio de Janeiro, Brasil                        | 2–2                    | Vasco da Gama          | 0                      | Brasileiro             |
| 103.                                   | 16 de outubro          | Arena do Jacaré, Sete Lagoas, Brasil                        | 1–0                    | Cruzeiro               | 0                      | Brasileiro             |
| 104.                                   | 23 de outubro          | Beira-Rio, Porto Alegre, Brasil                             | 1–1                    | Internacional          | 0                      | Brasileiro             |
| 105.                                   | 30 de outubro          | Pacaembu, São Paulo, Brasil                                 | 2–1                    | Avaí                   | 0                      | Brasileiro             |
| 106.                                   | 6 de novembro          | Parque do Sabiá, Uberlândia, Brasil                         | 1–2                    | América Mineiro        | 0                      | Brasileiro             |
| 107.                                   | 13 de novembro         | Pacaembu, São Paulo, Brasil                                 | 2–1                    | Atlético Paranaense    | 0                      | Brasileiro             |
| 108.                                   | 16 de novembro         | PV, Fortaleza, Brasil                                       | 1–0                    | Ceará                  | 0                      | Brasileiro             |
| 109.                                   | 20 de novembro         | Pacaembu, São Paulo, Brasil                                 | 2–1                    | Atlético Mineiro       | 0                      | Brasileiro             |
| 110.                                   | 27 de novembro         | Orlando Scarpelli, Florianópolis, Brasil                    | 1–0                    | Figueirense            | 0                      | Brasileiro             |
| 2012                                   |                        |                                                             |                        |                        |                        |                        |
| 111.                                   | 15 de janeiro          | Café, Londrina, Brasil                                      | 2–2                    | Flamengo               | 0                      | Amistoso               |
| 112.                                   | 18 de janeiro          | Pacaembu, São Paulo, Brasil                                 | 0–1                    | Portuguesa             | 0                      | Amistoso               |
| 113.                                   | 21 de janeiro          | Pacaembu, São Paulo, Brasil                                 | 2–1                    | Mirassol               | 0                      | Paulista               |
| 114.                                   | 25 de janeiro          | Ninho da Garça, Guaratinguetá, Brasil                       | 2–0                    | Guaratinguetá          | 0                      | Paulista               |
| 115.                                   | 29 de janeiro          | Pacaembu, São Paulo, Brasil                                 | 1–0                    | Linense                | 0                      | Paulista               |
| 116.                                   | 1 de fevereiro         | Novelli Júnior, Itu, Brasil                                 | 1–0                    | Ituano                 | 0                      | Paulista               |
| 117.                                   | 5 de fevereiro         | Pacaembu, São Paulo, Brasil                                 | 1–1                    | Bragantino             | 0                      | Paulista               |
| 118.                                   | 8 de fevereiro         | Vail Chaves, Mogi Mirim, Brasil                             | 1–1                    | Mogi Mirim             | 0                      | Paulista               |
| 119.                                   | 12 de fevereiro        | Pacaembu, São Paulo, Brasil                                 | 1–0                    | São Paulo              | 0                      | Paulista               |
| 120.                                   | 15 de fevereiro        | Pueblo Nuevo, San Cristóbal, Venezuela                      | 1–1                    | Deportivo Táchira      | 1                      | Libertadores           |
| 121.                                   | 22 de fevereiro        | Pacaembu, São Paulo, Brasil                                 | 2–0                    | Portuguesa             | 0                      | Paulista               |
| 122.                                   | 25 de fevereiro        | Pacaembu, São Paulo, Brasil                                 | 1–0                    | Botafogo-SP            | 0                      | Paulista               |
| 123.                                   | 4 de março             | Vila Belmiro, Santos, Brasil                                | 0–1                    | Santos                 | 0                      | Paulista               |
| 124.                                   | 7 de março             | Pacaembu, São Paulo, Brasil                                 | 2–0                    | Nacional               | 0                      | Libertadores           |
| 125.                                   | 14 de março            | Estádio Azul, Cidade do México, México                      | 0–0                    | Cruz Azul              | 0                      | Libertadores           |
| 126.                                   | 21 de março            | Pacaembu, São Paulo, Brasil                                 | 1–0                    | Cruz Azul              | 0                      | Libertadores           |
| 127.                                   | 25 de março            | Pacaembu, São Paulo, Brasil                                 | 2–1                    | Palmeiras              | 0                      | Paulista               |
| 128.                                   | 28 de março            | Pacaembu, São Paulo, Brasil                                 | 1–0                    | XV de Piracicaba       | 0                      | Paulista               |
| 129.                                   | 1 de abril             | Prudentão, Presidente Prudente, Brasil                      | 3–0                    | Oeste                  | 0                      | Paulista               |
| 130.                                   | 8 de abril             | Pacaembu, São Paulo, Brasil                                 | 1–0                    | Paulista               | 0                      | Paulista               |
| 131.                                   | 11 de abril            | Antonio Oddone Sarubbi, Ciudad del Este, Paraguai           | 3–1                    | Nacional               | 0                      | Libertadores           |
| 132.                                   | 18 de abril            | Pacaembu, São Paulo, Brasil                                 | 6–0                    | Deportivo Táchira      | 0                      | Libertadores           |
| 133.                                   | 22 de abril            | Pacaembu, São Paulo, Brasil                                 | 2–3                    | Ponte Preta            | 0                      | Paulista               |
| 134.                                   | 2 de maio              | George Capwell, Guayaquil, Equador                          | 0–0                    | Emelec                 | 0                      | Libertadores           |
| 135.                                   | 9 de maio              | Pacaembu, São Paulo, Brasil                                 | 3–0                    | Emelec                 | 0                      | Libertadores           |
| 136.                                   | 16 de maio             | São Januário, Rio de Janeiro, Brasil                        | 0–0                    | Vasco da Gama          | 0                      | Libertadores           |
| 137.                                   | 23 de maio             | Pacaembu, São Paulo, Brasil                                 | 1–0                    | Vasco da Gama          | 0                      | Libertadores           |
| 138.                                   | 27 de maio             | Independência, Belo Horizonte, Brasil                       | 0–1                    | Atlético Mineiro       | 0                      | Brasileiro             |
| 139.                                   | 7 de junho             | Pacaembu, São Paulo, Brasil                                 | 1–1                    | Figueirense            | 0                      | Brasileiro             |
| 140.                                   | 13 de junho            | Vila Belmiro, Santos, Brasil                                | 1–0                    | Santos                 | 0                      | Libertadores           |
| 141.                                   | 20 de junho            | Pacaembu, São Paulo, Brasil                                 | 1–1                    | Santos                 | 0                      | Libertadores           |
| 142.                                   | 27 de junho            | La Bombonera, Buenos Aires, Argentina                       | 1–1                    | Boca Juniors           | 0                      | Libertadores           |
| 143.                                   | 4 de julho             | Pacaembu, São Paulo, Brasil                                 | 2–0                    | Boca Juniors           | 0                      | Libertadores           |
| 144.                                   | 11 de julho            | Pacaembu, São Paulo, Brasil                                 | 1–3                    | Botafogo               | 0                      | Brasileiro             |
| 145.                                   | 14 de julho            | Pacaembu, São Paulo, Brasil                                 | 2–1                    | Náutico                | 0                      | Brasileiro             |
| 146.                                   | 18 de julho            | Engenhão, Rio de Janeiro, Brasil                            | 3–0                    | Flamengo               | 0                      | Brasileiro             |
| 147.                                   | 21 de julho            | Pacaembu, São Paulo, Brasil                                 | 1–1                    | Portuguesa             | 0                      | Brasileiro             |
| 148.                                   | 25 de julho            | Pacaembu, São Paulo, Brasil                                 | 2–0                    | Cruzeiro               | 0                      | Brasileiro             |
| 149.                                   | 29 de julho            | Pituaçu, Salvador, Brasil                                   | 0–0                    | Bahia                  | 0                      | Brasileiro             |
| 150.                                   | 5 de agosto            | São Januário, Rio de Janeiro, Brasil                        | 0–0                    | Vasco da Gama          | 0                      | Brasileiro             |
| 151.                                   | 8 de agosto            | Pacaembu, São Paulo, Brasil                                 | 1–1                    | Atlético Goianiense    | 0                      | Brasileiro             |
| 152.                                   | 12 de agosto           | Couto Pereira, Curitiba, Brasil                             | 2–1                    | Coritiba               | 0                      | Brasileiro             |
| 153.                                   | 16 de agosto           | Pacaembu, São Paulo, Brasil                                 | 1–0                    | Internacional          | 0                      | Brasileiro             |
| 154.                                   | 19 de agosto           | Vila Belmiro, Santos, Brasil                                | 2–3                    | Santos                 | 0                      | Brasileiro             |
| 155.                                   | 26 de agosto           | Pacaembu, São Paulo, Brasil                                 | 1–2                    | São Paulo              | 0                      | Brasileiro             |
| 156.                                   | 29 de agosto           | Engenhão, Rio de Janeiro, Brasil                            | 1–1                    | Fluminense             | 0                      | Brasileiro             |
| 157.                                   | 2 de setembro          | Pacaembu, São Paulo, Brasil                                 | 1–0                    | Atlético Mineiro       | 0                      | Brasileiro             |
| 158.                                   | 5 de setembro          | Orlando Scarpelli, Florianópolis, Brasil                    | 0–1                    | Figueirense            | 0                      | Brasileiro             |
| 159.                                   | 8 de setembro          | Pacaembu, São Paulo, Brasil                                 | 3–1                    | Grêmio                 | 1                      | Brasileiro             |
| 160.                                   | 16 de setembro         | Pacaembu, São Paulo, Brasil                                 | 2–0                    | Palmeiras              | 0                      | Brasileiro             |
| 161.                                   | 23 de setembro         | Engenhão, Rio de Janeiro, Brasil                            | 2–2                    | Botafogo               | 0                      | Brasileiro             |
| 162.                                   | 30 de setembro         | Pacaembu, São Paulo, Brasil                                 | 3–0                    | Sport                  | 0                      | Brasileiro             |
| 163.                                   | 6 de outubro           | Aflitos, Recife, Brasil                                     | 1–2                    | Náutico                | 0                      | Brasileiro             |
| 164.                                   | 10 de outubro          | Pacaembu, São Paulo, Brasil                                 | 3–2                    | Flamengo               | 0                      | Brasileiro             |
| 165.                                   | 13 de outubro          | Canindé, São Paulo, Brasil                                  | 1–1                    | Portuguesa             | 0                      | Brasileiro             |
| 166.                                   | 27 de outubro          | Pacaembu, São Paulo, Brasil                                 | 1–0                    | Vasco da Gama          | 0                      | Brasileiro             |
| 167.                                   | 4 de novembro          | Boca do Jacaré, Taguatinga, Brasil                          | 2–0                    | Atlético Goianiense    | 0                      | Brasileiro             |
| 168.                                   | 10 de novembro         | Pacaembu, São Paulo, Brasil                                 | 5–1                    | Coritiba               | 0                      | Brasileiro             |
| 169.                                   | 18 de novembro         | Beira-Rio, Porto Alegre, Brasil                             | 2–0                    | Internacional          | 0                      | Brasileiro             |
| 170.                                   | 2 de dezembro          | Pacaembu, São Paulo, Brasil                                 | 1–3                    | São Paulo              | 0                      | Brasileiro             |
| 171.                                   | 12 de dezembro         | Estádio de Toyota, Toyota, Japão                            | 1–0                    | Al-Ahly                | 0                      | Mundial                |
| 172.                                   | 16 de dezembro         | Estádio Internacional de Yokohama, Yokohama, Japão          | 1–0                    | Chelsea                | 0                      | Mundial                |
| 2013                                   |                        |                                                             |                        |                        |                        |                        |
| 173.                                   | 30 de janeiro          | Pacaembu, São Paulo, Brasil                                 | 2–1                    | Mogi Mirim             | 0                      | Paulista               |
| 174.                                   | 3 de fevereiro         | Pacaembu, São Paulo, Brasil                                 | 5–0                    | Oeste                  | 0                      | Paulista               |
| 175.                                   | 6 de fevereiro         | Santa Cruz, Ribeirão Preto, Brasil                          | 0–0                    | Botafogo-SP            | 0                      | Paulista               |
| 176.                                   | 9 de fevereiro         | Pacaembu, São Paulo, Brasil                                 | 2–2                    | São Caetano            | 0                      | Paulista               |
| 177.                                   | 17 de fevereiro        | Pacaembu, São Paulo, Brasil                                 | 2–2                    | Palmeiras              | 0                      | Paulista               |
| 178.                                   | 20 de fevereiro        | Jesús Bermúdez, Oruro, Bolívia                              | 1–1                    | San José               | 0                      | Libertadores           |
| 179.                                   | 24 de fevereiro        | Nabi Abi Chedid, Bragança Paulista, Brasil                  | 2–2                    | Bragantino             | 0                      | Paulista               |
| 180.                                   | 27 de fevereiro        | Pacaembu, São Paulo, Brasil                                 | 2–0                    | Millonarios            | 0                      | Libertadores           |
| 181.                                   | 3 de março             | Morumbi, São Paulo, Brasil                                  | 0–0                    | Santos                 | 0                      | Paulista               |
| 182.                                   | 6 de março             | Estádio Caliente, Tijuana, México                           | 0–1                    | Tijuana                | 0                      | Libertadores           |
| 183.                                   | 13 de março            | Pacaembu, São Paulo, Brasil                                 | 3–0                    | Tijuana                | 0                      | Libertadores           |
| 184.                                   | 16 de março            | Pacaembu, São Paulo, Brasil                                 | 3–0                    | União Barbarense       | 0                      | Paulista               |
| 185.                                   | 20 de março            | Barão de Serra Negra, Piracicaba, Brasil                    | 1–1                    | XV de Piracicaba       | 0                      | Paulista               |
| 186.                                   | 24 de março            | Brinco de Ouro, Campinas, Brasil                            | 1–0                    | Guarani                | 0                      | Paulista               |
| 187.                                   | 31 de março            | Morumbi, São Paulo, Brasil                                  | 2–1                    | São Paulo              | 0                      | Paulista               |
| 188.                                   | 3 de abril             | El Campín, Bogotá, Colômbia                                 | 1–0                    | Millonarios            | 0                      | Libertadores           |
| 189.                                   | 10 de abril            | Pacaembu, São Paulo, Brasil                                 | 3–0                    | San José               | 0                      | Libertadores           |
| 190.                                   | 14 de abril            | Gilbertão, Lins, Brasil                                     | 1–2                    | Linense                | 0                      | Paulista               |
| 191.                                   | 21 de abril            | Pacaembu, São Paulo, Brasil                                 | 2–0                    | Atlético Sorocaba      | 0                      | Paulista               |
| 192.                                   | 28 de abril            | Moisés Lucarelli, Campinas, Brasil                          | 4–0                    | Ponte Preta            | 0                      | Paulista               |
| 193.                                   | 1 de maio              | La Bombonera, Buenos Aires, Argentina                       | 0–1                    | Boca Juniors           | 0                      | Libertadores           |
| 194.                                   | 5 de maio              | Morumbi, São Paulo, Brasil                                  | 0(4)–(3)0              | São Paulo              | 0                      | Paulista               |
| 195.                                   | 12 de maio             | Pacaembu, São Paulo, Brasil                                 | 2–1                    | Santos                 | 0                      | Paulista               |
| 196.                                   | 15 de maio             | Pacaembu, São Paulo, Brasil                                 | 1–1                    | Boca Juniors           | 0                      | Libertadores           |
| 197.                                   | 19 de maio             | Vila Belmiro, Santos, Brasil                                | 1–1                    | Santos                 | 0                      | Paulista               |
| 198.                                   | 25 de maio             | Pacaembu, São Paulo, Brasil                                 | 1–1                    | Botafogo               | 0                      | Brasileiro             |
| 199.                                   | 29 de maio             | Serra Dourada, Goiânia, Brasil                              | 1–1                    | Goiás                  | 0                      | Brasileiro             |
| 200.                                   | 1 de junho             | Pacaembu, São Paulo, Brasil                                 | 1–0                    | Ponte Preta            | 0                      | Brasileiro             |
| 201.                                   | 5 de junho             | Arena do Jacaré, Sete Lagoas, Brasil                        | 0–1                    | Cruzeiro               | 0                      | Brasileiro             |
| 202.                                   | 8 de junho             | Pacaembu, São Paulo, Brasil                                 | 0–0                    | Portuguesa             | 0                      | Brasileiro             |
| 203.                                   | 3 de julho             | Morumbi, São Paulo, Brasil                                  | 2–1                    | São Paulo              | 0                      | Recopa                 |
| 204.                                   | 7 de julho             | Arena Fonte Nova, Salvador, Brasil                          | 2–0                    | Bahia                  | 0                      | Brasileiro             |
| 205.                                   | 14 de julho            | Pacaembu, São Paulo, Brasil                                 | 0–1                    | Atlético Mineiro       | 0                      | Brasileiro             |
| 206.                                   | 17 de julho            | Pacaembu, São Paulo, Brasil                                 | 2–0                    | São Paulo              | 0                      | Recopa                 |
| 207.                                   | 28 de julho            | Pacaembu, São Paulo, Brasil                                 | 0–0                    | São Paulo              | 0                      | Brasileiro             |
| 208.                                   | 31 de julho            | Pacaembu, São Paulo, Brasil                                 | 2–0                    | Grêmio                 | 0                      | Brasileiro             |
| 209.                                   | 4 de agosto            | Heriberto Hülse, Criciúma, Brasil                           | 2–0                    | Criciúma               | 0                      | Brasileiro             |
| 210.                                   | 7 de agosto            | Vila Belmiro, Santos, Brasil                                | 1–1                    | Santos                 | 0                      | Brasileiro             |
| 211.                                   | 11 de agosto           | Pacaembu, São Paulo, Brasil                                 | 2–0                    | Vitória                | 1                      | Brasileiro             |
| 212.                                   | 14 de agosto           | Maracanã, Rio de Janeiro, Brasil                            | 0–0                    | Fluminense             | 0                      | Brasileiro             |
| 213.                                   | 18 de agosto           | Pacaembu, São Paulo, Brasil                                 | 1–0                    | Coritiba               | 0                      | Brasileiro             |
| 214.                                   | 21 de agosto           | Passo das Emas, Lucas do Rio Verde, Brasil                  | 0–1                    | Luverdense             | 0                      | Copa do Brasil         |
| 215.                                   | 25 de agosto           | Mané Garrincha, Brasília, Brasil                            | 1–1                    | Vasco da Gama          | 0                      | Brasileiro             |
| 216.                                   | 28 de agosto           | Pacaembu, São Paulo, Brasil                                 | 2–0                    | Luverdense             | 0                      | Copa do Brasil         |
| 217.                                   | 1 de setembro          | Pacaembu, São Paulo, Brasil                                 | 4–0                    | Flamengo               | 0                      | Brasileiro             |
| 218.                                   | 4 de setembro          | Estádio do Vale, Novo Hamburgo, Brasil                      | 0–1                    | Internacional          | 0                      | Brasileiro             |
| 219.                                   | 8 de setembro          | Pacaembu, São Paulo, Brasil                                 | 0–0                    | Náutico                | 0                      | Brasileiro             |
| 220.                                   | 15 de setembro         | Pacaembu, São Paulo, Brasil                                 | 1–2                    | Goiás                  | 0                      | Brasileiro             |
| 221.                                   | 18 de setembro         | Moisés Lucarelli, Campinas, Brasil                          | 0–2                    | Ponte Preta            | 0                      | Brasileiro             |
| 222.                                   | 22 de setembro         | Pacaembu, São Paulo, Brasil                                 | 0–0                    | Cruzeiro               | 0                      | Brasileiro             |
| 223.                                   | 25 de setembro         | Pacaembu, São Paulo, Brasil                                 | 0–0                    | Grêmio                 | 0                      | Copa do Brasil         |
| 224.                                   | 29 de setembro         | Morenão, Campo Grande, Brasil                               | 0–4                    | Portuguesa             | 0                      | Brasileiro             |
| 225.                                   | 2 de outubro           | Vail Chaves, Mogi Mirim, Brasil                             | 2–0                    | Bahia                  | 0                      | Brasileiro             |
| 226.                                   | 6 de outubro           | Independência, Belo Horizonte, Brasil                       | 0–0                    | Atlético Mineiro       | 0                      | Brasileiro             |
| 227.                                   | 9 de outubro           | Vail Chaves, Mogi Mirim, Brasil                             | 0–0                    | Atlético Paranaense    | 0                      | Brasileiro             |
| 228.                                   | 13 de outubro          | Morumbi, São Paulo, Brasil                                  | 0–0                    | São Paulo              | 0                      | Brasileiro             |
| 229.                                   | 16 de outubro          | Arena do Grêmio, Porto Alegre, Brasil                       | 0–1                    | Grêmio                 | 0                      | Brasileiro             |
| 230.                                   | 19 de outubro          | Novelli Júnior, Itu, Brasil                                 | 1–0                    | Criciúma               | 0                      | Brasileiro             |
| 231.                                   | 23 de outubro          | Arena do Grêmio, Porto Alegre, Brasil                       | 0(2)–(3)0              | Grêmio                 | 0                      | Copa do Brasil         |
| 232.                                   | 27 de outubro          | Arena da Fonte, Araraquara, Brasil                          | 1–1                    | Santos                 | 0                      | Brasileiro             |
| 233.                                   | 3 de novembro          | Barradão, Salvador, Brasil                                  | 1–1                    | Vitória                | 0                      | Brasileiro             |
| 234.                                   | 10 de novembro         | Arena da Fonte, Araraquara, Brasil                          | 1–0                    | Fluminense             | 0                      | Brasileiro             |
| 235.                                   | 13 de novembro         | Couto Pereira, Curitiba, Brasil                             | 1–0                    | Coritiba               | 0                      | Brasileiro             |
| 236.                                   | 17 de novembro         | Pacaembu, São Paulo, Brasil                                 | 0–0                    | Vasco da Gama          | 0                      | Brasileiro             |
| 237.                                   | 24 de novembro         | Maracanã, Rio de Janeiro, Brasil                            | 0–1                    | Flamengo               | 0                      | Brasileiro             |
| 238.                                   | 30 de novembro         | Pacaembu, São Paulo, Brasil                                 | 0–0                    | Internacional          | 0                      | Brasileiro             |
| 239.                                   | 7 de dezembro          | Arena Pernambuco, São Lourenço da Mata, Brasil              | 0–1                    | Náutico                | 0                      | Brasileiro             |
| 2014                                   |                        |                                                             |                        |                        |                        |                        |
| 240.                                   | 19 de janeiro          | Canindé, São Paulo, Brasil                                  | 2–1                    | Portuguesa             | 0                      | Paulista               |
| 241.                                   | 22 de janeiro          | Décio Vitta, Americana, Brasil                              | 1–0                    | Paulista               | 0                      | Paulista               |
| 242.                                   | 25 de janeiro          | Pacaembu, São Paulo, Brasil                                 | 0–1                    | São Bernardo           | 0                      | Paulista               |
| 243.                                   | 29 de janeiro          | Vila Belmiro, Santos, Brasil                                | 1–5                    | Santos                 | 0                      | Paulista               |
| 244.                                   | 2 de fevereiro         | Moisés Lucarelli, Campinas, Brasil                          | 1–2                    | Ponte Preta            | 0                      | Paulista               |
| 245.                                   | 5 de fevereiro         | Pacaembu, São Paulo, Brasil                                 | 0–2                    | Bragantino             | 0                      | Paulista               |
| 246.                                   | 9 de fevereiro         | Vail Chaves, Mogi Mirim, Brasil                             | 1–1                    | Mogi Mirim             | 0                      | Paulista               |
| 247.                                   | 16 de fevereiro        | Pacaembu, São Paulo, Brasil                                 | 1–1                    | Palmeiras              | 0                      | Paulista               |
| 248.                                   | 19 de fevereiro        | Teixeirão, São José do Rio Preto, Brasil                    | 2–1                    | Oeste                  | 0                      | Paulista               |
| 249.                                   | 22 de fevereiro        | Pacaembu, São Paulo, Brasil                                 | 3–2                    | Rio Claro              | 0                      | Paulista               |
| 250.                                   | 26 de fevereiro        | Pacaembu, São Paulo, Brasil                                 | 3–0                    | Comercial              | 0                      | Paulista               |
| 251.                                   | 5 de março             | Gilbertão, Lins, Brasil                                     | 4–0                    | Linense                | 0                      | Paulista               |
| 252.                                   | 9 de março             | Pacaembu, São Paulo, Brasil                                 | 2–3                    | São Paulo              | 0                      | Paulista               |
| 253.                                   | 16 de março            | Tenente Carriço, Penápolis, Brasil                          | 0–0                    | Penapolense            | 0                      | Paulista               |
| 254.                                   | 19 de março            | Joia da Princesa, Feira de Santana, Brasil                  | 2–0                    | Bahia de Feira         | 0                      | Copa do Brasil         |
| 255.                                   | 23 de março            | Pacaembu, São Paulo, Brasil                                 | 3–0                    | Atlético Sorocaba      | 0                      | Paulista               |
| 256.                                   | 20 de abril            | Parque do Sabiá, Uberlândia, Brasil                         | 0–0                    | Atlético Mineiro       | 0                      | Brasileiro             |
| 257.                                   | 27 de abril            | Pacaembu, São Paulo, Brasil                                 | 2–0                    | Flamengo               | 0                      | Brasileiro             |
| 258.                                   | 30 de abril            | Arena da Amazônia, Manaus, Brasil                           | 3–0                    | Nacional-AM            | 0                      | Copa do Brasil         |
| 259.                                   | 4 de maio              | Arena Condá, Chapecó, Brasil                                | 1–0                    | Chapecoense            | 0                      | Brasileiro             |
| 260.                                   | 11 de maio             | Arena Barueri, Barueri, Brasil                              | 1–1                    | São Paulo              | 0                      | Brasileiro             |
| 261.                                   | 14 de maio             | Arena da Baixada, Curitiba, Brasil                          | 2–1                    | Atlético Paranaense    | 0                      | Amistoso               |
| 262.                                   | 18 de maio             | Arena Corinthians, São Paulo, Brasil                        | 0–1                    | Figueirense            | 0                      | Brasileiro             |
| 263.                                   | 21 de maio             | Canindé, São Paulo, Brasil                                  | 1–1                    | Atlético Paranaense    | 0                      | Brasileiro             |
| 264.                                   | 25 de maio             | Ilha do Retiro, Recife, Brasil                              | 4–1                    | Sport                  | 0                      | Brasileiro             |
| 265.                                   | 28 de maio             | Canindé, São Paulo, Brasil                                  | 1–0                    | Cruzeiro               | 0                      | Brasileiro             |
| 266.                                   | 1 de junho             | Arena Corinthians, São Paulo, Brasil                        | 1–1                    | Botafogo               | 0                      | Brasileiro             |
| 267.                                   | 6 de julho             | Uberabão, Uberaba, Brasil                                   | 4–1                    | Uberaba                | 0                      | Amistoso               |
| 268.                                   | 17 de julho            | Arena Corinthians, São Paulo, Brasil                        | 2–1                    | Internacional          | 0                      | Brasileiro             |
| 269.                                   | 20 de julho            | Barradão, Salvador, Brasil                                  | 0–0                    | Vitória                | 0                      | Brasileiro             |
| 270.                                   | 23 de julho            | Arena Corinthians, São Paulo, Brasil                        | 3–0                    | Bahia                  | 0                      | Copa do Brasil         |
| 271.                                   | 27 de julho            | Arena Corinthians, São Paulo, Brasil                        | 2–0                    | Palmeiras              | 0                      | Brasileiro             |
| 272.                                   | 3 de agosto            | Couto Pereira, Curitiba, Brasil                             | 0–0                    | Coritiba               | 0                      | Brasileiro             |
| 273.                                   | 6 de agosto            | Arena Fonte Nova, Salvador, Brasil                          | 0–1                    | Bahia                  | 0                      | Copa do Brasil         |
| 274.                                   | 10 de agosto           | Vila Belmiro, Santos, Brasil                                | 1–0                    | Santos                 | 0                      | Brasileiro             |
| 275.                                   | 16 de agosto           | Arena Corinthians, São Paulo, Brasil                        | 1–1                    | Bahia                  | 0                      | Brasileiro             |
| 276.                                   | 21 de agosto           | Arena Corinthians, São Paulo, Brasil                        | 5–2                    | Goiás                  | 0                      | Brasileiro             |
| 277.                                   | 24 de agosto           | Arena do Grêmio, Porto Alegre, Brasil                       | 1–2                    | Grêmio                 | 0                      | Brasileiro             |
| 278.                                   | 27 de agosto           | Arena Pantanal, Cuiabá, Brasil                              | 0–1                    | Bragantino             | 0                      | Copa do Brasil         |
| 279.                                   | 31 de agosto           | Arena Corinthians, São Paulo, Brasil                        | 1–1                    | Fluminense             | 0                      | Brasileiro             |
| 280.                                   | 3 de setembro          | Arena Corinthians, São Paulo, Brasil                        | 3–1                    | Bragantino             | 1                      | Copa do Brasil         |
| 281.                                   | 7 de setembro          | Heriberto Hülse, Criciúma, Brasil                           | 0–0                    | Criciúma               | 0                      | Brasileiro             |
| 282.                                   | 11 de setembro         | Arena Corinthians, São Paulo, Brasil                        | 1–0                    | Atlético Mineiro       | 0                      | Brasileiro             |
| 283.                                   | 14 de setembro         | Maracanã, Rio de Janeiro, Brasil                            | 0–1                    | Flamengo               | 0                      | Brasileiro             |
| 284.                                   | 18 de setembro         | Arena Corinthians, São Paulo, Brasil                        | 1–1                    | Chapecoense            | 0                      | Brasileiro             |
| 285.                                   | 21 de setembro         | Arena Corinthians, São Paulo, Brasil                        | 3–2                    | São Paulo              | 0                      | Brasileiro             |
| 286.                                   | 24 de setembro         | Orlando Scarpelli, Florianópolis, Brasil                    | 0–1                    | Figueirense            | 0                      | Brasileiro             |
| 287.                                   | 9 de novembro          | Arena Corinthians, São Paulo, Brasil                        | 1–0                    | Santos                 | 0                      | Brasileiro             |
| 288.                                   | 16 de novembro         | Arena Fonte Nova, Salvador, Brasil                          | 2–1                    | Bahia                  | 0                      | Brasileiro             |
| 289.                                   | 19 de novembro         | Mangueirão, Belém, Brasil                                   | 1–0                    | Goiás                  | 0                      | Brasileiro             |
| 290.                                   | 23 de novembro         | Arena Corinthians, São Paulo, Brasil                        | 1–0                    | Grêmio                 | 0                      | Brasileiro             |
| 291.                                   | 30 de novembro         | Maracanã, Rio de Janeiro, Brasil                            | 2–5                    | Fluminense             | 0                      | Brasileiro             |
| 292.                                   | 6 de dezembro          | Arena Corinthians, São Paulo, Brasil                        | 2–1                    | Criciúma               | 0                      | Brasileiro             |
| 2015                                   |                        |                                                             |                        |                        |                        |                        |
| 293.                                   | 15 de janeiro          | ESPN Wide World of Sports Complex, Bay Lake, Estados Unidos | 0–1                    | Colônia                | 0                      | Florida Cup            |
| 294.                                   | 17 de janeiro          | EverBank Field, Jacksonville, Estados Unidos                | 2–1                    | Bayer Leverkusen       | 0                      | Florida Cup            |
| 295.                                   | 24 de janeiro          | Arena Corinthians, São Paulo, Brasil                        | 3–0                    | Corinthian-Casuals     | 0                      | Amistoso               |
| 296.                                   | 1 de fevereiro         | Arena Corinthians, São Paulo, Brasil                        | 3–0                    | Marília                | 0                      | Paulista               |
| 297.                                   | 4 de fevereiro         | Arena Corinthians, São Paulo, Brasil                        | 4–0                    | Once Caldas            | 0                      | Libertadores           |
| 298.                                   | 8 de fevereiro         | Allianz Parque, São Paulo, Brasil                           | 1–0                    | Palmeiras              | 0                      | Paulista               |
| 299.                                   | 11 de fevereiro        | Palogrande, Manizales, Colômbia                             | 1–1                    | Once Caldas            | 0                      | Libertadores           |
| 300.                                   | 18 de fevereiro        | Arena Corinthians, São Paulo, Brasil                        | 2–0                    | São Paulo              | 0                      | Libertadores           |
| 301.                                   | 25 de fevereiro        | Gilbertão, Lins, Brasil                                     | 2–0                    | Linense                | 0                      | Paulista               |
| 302.                                   | 4 de março             | Nuevo Gasómetro, Buenos Aires, Argentina                    | 1–0                    | San Lorenzo            | 0                      | Libertadores           |
| 303.                                   | 8 de março             | Morumbi, São Paulo, Brasil                                  | 1–0                    | São Paulo              | 0                      | Paulista               |
| 304.                                   | 11 de março            | Arena Corinthians, São Paulo, Brasil                        | 1–0                    | São Bernardo           | 0                      | Paulista               |
| 305.                                   | 14 de março            | Arena Corinthians, São Paulo, Brasil                        | 0–0                    | Red Bull Brasil        | 0                      | Paulista               |
| 306.                                   | 17 de março            | Luis Franzini, Montevidéu, Uruguai                          | 2–1                    | Danubio                | 0                      | Libertadores           |
| 307.                                   | 22 de março            | Arena Capivari, Capivari, Brasil                            | 3–2                    | Capivariano            | 0                      | Paulista               |
| 308.                                   | 24 de março            | Arena Corinthians, São Paulo, Brasil                        | 2–0                    | Portuguesa             | 0                      | Paulista               |
| 309.                                   | 26 de março            | Arena Corinthians, São Paulo, Brasil                        | 5–3                    | Penapolense            | 0                      | Paulista               |
| 310.                                   | 29 de março            | Nabi Abi Chedid, Bragança Paulista, Brasil                  | 1–0                    | Bragantino             | 0                      | Paulista               |
| 311.                                   | 1 de abril             | Arena Corinthians, São Paulo, Brasil                        | 4–0                    | Danubio                | 0                      | Libertadores           |
| 312.                                   | 5 de abril             | Arena Corinthians, São Paulo, Brasil                        | 1–1                    | Santos                 | 0                      | Paulista               |
| 313.                                   | 8 de abril             | Barão de Serra Negra, Piracicaba, Brasil                    | 2–2                    | XV de Piracicaba       | 0                      | Paulista               |
| 314.                                   | 11 de abril            | Arena Corinthians, São Paulo, Brasil                        | 1–0                    | Ponte Preta            | 0                      | Paulista               |
| 315.                                   | 16 de abril            | Arena Corinthians, São Paulo, Brasil                        | 0–0                    | San Lorenzo            | 0                      | Libertadores           |
| 316.                                   | 19 de abril            | Arena Corinthians, São Paulo, Brasil                        | 2(5)–(6)2              | Palmeiras              | 0                      | Paulista               |
| 317.                                   | 22 de abril            | Morumbi, São Paulo, Brasil                                  | 0–2                    | São Paulo              | 0                      | Libertadores           |
| 318.                                   | 6 de maio              | Defensores del Chaco, Assunção, Paraguai                    | 0–2                    | Guaraní                | 0                      | Libertadores           |
| 319.                                   | 13 de maio             | Arena Corinthians, São Paulo, Brasil                        | 0–1                    | Guaraní                | 0                      | Libertadores           |
| 320.                                   | 16 de maio             | Fonte Luminosa, Araraquara, Brasil                          | 1–0                    | Chapecoense            | 0                      | Brasileiro             |
| 321.                                   | 24 de maio             | Maracanã, Rio de Janeiro, Brasil                            | 0–0                    | Fluminense             | 0                      | Brasileiro             |
| 322.                                   | 31 de maio             | Arena Corinthians, São Paulo, Brasil                        | 0–2                    | Palmeiras              | 0                      | Brasileiro             |
| 323.                                   | 6 de junho             | Arena Joinville, Joinville, Brasil                          | 1–0                    | Joinville              | 0                      | Brasileiro             |
| 324.                                   | 13 de junho            | Arena Corinthians, São Paulo, Brasil                        | 2–1                    | Internacional          | 0                      | Brasileiro             |
| 325.                                   | 20 de junho            | Vila Belmiro, Santos, Brasil                                | 0–1                    | Santos                 | 0                      | Brasileiro             |
| 326.                                   | 2 de julho             | Arena Corinthians, São Paulo, Brasil                        | 2–0                    | Ponte Preta            | 0                      | Brasileiro             |
| 327.                                   | 9 de julho             | Arena Corinthians, São Paulo, Brasil                        | 2–0                    | Atlético Paranaense    | 0                      | Brasileiro             |
| 328.                                   | 12 de julho            | Maracanã, Rio de Janeiro, Brasil                            | 3–0                    | Flamengo               | 0                      | Brasileiro             |
| 329.                                   | 18 de julho            | Arena Corinthians, São Paulo, Brasil                        | 1–0                    | Atlético Mineiro       | 0                      | Brasileiro             |
| 330.                                   | 22 de julho            | Frasqueirão, Natal, Brasil                                  | 1–0                    | ABC                    | 0                      | Amistoso               |
| 331.                                   | 26 de julho            | Couto Pereira, Curitiba, Brasil                             | 1–1                    | Coritiba               | 0                      | Brasileiro             |
| 332.                                   | 29 de julho            | Arena Corinthians, São Paulo, Brasil                        | 3–0                    | Vasco da Gama          | 0                      | Brasileiro             |
| 333.                                   | 12 de agosto           | Arena Corinthians, São Paulo, Brasil                        | 4–3                    | Sport                  | 0                      | Brasileiro             |
| 334.                                   | 23 de agosto           | Arena Corinthians, São Paulo, Brasil                        | 3–0                    | Cruzeiro               | 0                      | Brasileiro             |
| 335.                                   | 26 de agosto           | Arena Corinthians, São Paulo, Brasil                        | 1–2                    | Santos                 | 0                      | Copa do Brasil         |
| 336.                                   | 30 de agosto           | Arena Condá, Santa Catarina, Brasil                         | 3–1                    | Chapecoense            | 0                      | Brasileiro             |
| 337.                                   | 2 de setembro          | Arena Corinthians, São Paulo, Brasil                        | 2–0                    | Fluminense             | 1                      | Brasileiro             |
| 338.                                   | 6 de setembro          | Allianz Parque, São Paulo, Brasil                           | 3–3                    | Palmeiras              | 0                      | Brasileiro             |
| 339.                                   | 9 de setembro          | Arena Corinthians, São Paulo, Brasil                        | 1–1                    | Grêmio                 | 0                      | Brasileiro             |
| 340.                                   | 13 de setembro         | Arena Corinthians, São Paulo, Brasil                        | 3–0                    | Joinville              | 0                      | Brasileiro             |
| 341.                                   | 16 de setembro         | Beira-Rio, Porto Alegre, Brasil                             | 1–2                    | Internacional          | 0                      | Brasileiro             |
| 342.                                   | 20 de setembro         | Arena Corinthians, São Paulo, Brasil                        | 2–0                    | Santos                 | 0                      | Brasileiro             |
| 343.                                   | 27 de setembro         | Orlando Scarpelli, Florianópolis, Brasil                    | 3–1                    | Figueirense            | 0                      | Brasileiro             |
| 344.                                   | 4 de outubro           | Moisés Lucarelli, Campinas, Brasil                          | 2–2                    | Ponte Preta            | 0                      | Brasileiro             |
| 345.                                   | 15 de outubro          | Arena Corinthians, São Paulo, Brasil                        | 3–0                    | Goiás                  | 0                      | Brasileiro             |
| 346.                                   | 18 de outubro          | Arena da Baixada, Curitiba, Brasil                          | 4–1                    | Atlético Paranaense    | 0                      | Brasileiro             |
| 347.                                   | 25 de outubro          | Arena Corinthians, São Paulo, Brasil                        | 1–0                    | Flamengo               | 0                      | Brasileiro             |
| 348.                                   | 1 de novembro          | Arena Independência, Belo Horizonte, Brasil                 | 3–0                    | Atlético Mineiro       | 0                      | Brasileiro             |
| 349.                                   | 7 de novembro          | Arena Corinthians, São Paulo, Brasil                        | 2–1                    | Coritiba               | 0                      | Brasileiro             |
| 350.                                   | 19 de novembro         | Estádio São Januário, Rio de Janeiro, Brasil                | 1–1                    | Vasco da Gama          | 0                      | Brasileiro             |
| 351.                                   | 22 de novembro         | Arena Corinthians, São Paulo, Brasil                        | 6–1                    | São Paulo              | 0                      | Brasileiro             |
| 352.                                   | 6 de dezembro          | Arena Corinthians, São Paulo, Brasil                        | 1–1                    | Avaí                   | 0                      | Brasileiro             |
| Legenda: Vitórias — Empates — Derrotas |                        |                                                             |                        |                        |                        |                        |